# ملاقات با والدین (فیلم ۱۹۹۲)
«ملاقات با والدین» (انگلیسی: Meet the Parents (1992 film)) یک فیلم است که در سال ۱۹۹۲ منتشر شد.